# Cannabis na cultura popular

## Costume social
Cannabis já foi vendida em clubes conhecidos como "Teapads" durante a Lei Seca nos Estados Unidos; jazz geralmente era tocado nesses clubes. O uso de cannabis era frequentemente considerado de classe baixa e não era apreciado por muitos. Após a proibição da cannabis, seu consumo tornou-se secreto. Décadas depois, a cannabis voltou a ser tolerada pela legislação de algumas regiões. Os costumes formaram-se em torno do consumo de cannabis como 420, nomeado após a hora do dia popular para consumir cannabis (4:20 da tarde) e comemorado em 20 de abril (20/04). Se consumido em um ambiente social, é encorajado a compartilhar cannabis com outras pessoas.

## Cultura da maconha
Muitas canções e nomes de grupo e bandas fazem referências explícitas ou implícitas à maconha.

### Canções
- Ah! Eu to sem Erva (Comunidade Nin-jitsu)
- A Bola da Vez (De Menos Crime)
- A semente - (Bezerra da Silva)
- A Passage To Bangkok - (Rush)
- Because i Got High - (Afroman)
- Big Jack - (AC/DC)
- Blunt of Judah - (Nação Zumbi)
- Blueberry Yum Yum - (Ludacris)
- Bong Song - (Sublime)
- Bush Doctor - (Peter Tosh)
- Cachimbo da Paz - (Gabriel, O Pensador)
- Caiu na Babilônia - (Strike)
- Catch a Fire (Bob Marley)
- Cannabis - (Ska-P)
- Charuto de Rasta - (Onda R)
- Clandestino - (Manu Chao)
- Dixavando - (Ventania)
- Easy Skanking - (Bob Marley)
- Estilo Jamaica (ConeCrew Diretoria)
- Evil Seed- (Pentagram)
- Ex-quadrilha da Fumaça (Planet Hemp)
- Fogo na bomba - (De Menos Crime)
- Folha de Bananeira - (Armandinho)
- Ganja Gun - (Bob Marley)
- Herbocinetica - (Raimundos)
- Hits From The Bong - (Cypress Hill)
- Howling at the Moon - (Ramones)
- Just- (Comunidade Nin-jitsu)
- Kaya - (Bob Marley)
- La Cucaracha
- Legalize - (Socket)
- Legalize It - (Peter Tosh)
- Legalize já - (Planet Hemp)
- Maconha - (Ventania)
- Maconheira do Amor - (Prexeca Bangers)
- Malandragem dá um tempo - (Bezerra da Silva)
- Manga Rosa - (DeCore)
- Mano Eu Vo Ali Compra Chá (Sombra)
- Mantenha o Respeito - (Planet Hemp)
- Maria Joana - (Erasmo Carlos)
- Moist Vagina - (Nirvana)
- Mr.Browstone - (Guns N' Roses)
- Nêga Jurema - (Raimundos)
- Nhacoma - (Expressão Regueira)
- O Beck está Queimando - (Expressão Ativa)
- O Lado Verde da Força - (São Nunca)
- O mal é o Que Sai da Boca do Homem - (Pepeu Gomes)
- Purple Haze - (Jimi Hendrix)
- Passa o Bong - (ConeCrew Diretoria)
- Quem tem Seda? (Planet Hemp)
- Quem Vai Buscar Pra Fumar? (Sabotage)
- Queimando Tudo - (Planet Hemp)
- Quinta-Feira - Charlie Brown Jr.
- Raiz Forte - (Mato Seco)
- Reefer Party (Wiz Khalifa)
- Roll Up (Wiz Khalifa)
- Sábado de Sol - (Baba Cósmica), (Mamonas Assassinas)
- Sapo Na Banca - (Z'África Brasil)
- Sem a Planta - (ConeCrewDiretoria)
- Sempre Queimando Um - (M&M e Dudu)
- Smoke Weed All Day - (2Pac)
- Smokin Smokin Weed - (Snoop Dogg)
- Smoke Some Weed - (Ice Cube)
- Smoke Two Joints (Sublime)
- Smokin' - (Boston)
- Só quem é Louco (De Menos Crime)
- Stay High - (Three 6 Mafia)
- Sweet Jane - (Velvet Underground)
- Sweet Leaf - (Black Sabbath)
- The Thoughts Of Mary Jane - (Nick Drake)
- THC - (Oi Polloi)
- UP- (Tyler,The Creator, Domo Genesis,Hodgy Beats)
- Vamo Fuma - (Sabotage)
- We Be Burnin' - (Sean Paul)
- Welcome to Tijuana - (Manu Chao)

### Nomes
- Bob Marley - Jamaicano, adepto do rastafarianismo, fumava maconha pois acreditava se purificar , isto era fonte de suas canções.[4]
- Planet Hemp -  Tentava provar que a maconha não é tão prejudicial quanto afirmam e que o tráfico é culpa das políticas sociais. Algumas letras de suas canções retratam a legalização da maconha.[5]
- Gabriel o Pensador - em sua música Cachimbo da Paz, usa como plano de fundo a história de um índio que ensina os membros da sociedade nacional brasileira a usarem um tal "cachimbo da paz" típico de seu povo. Este tal cachimbo, seria na verdade uma referência à maconha. Gabriel ainda alfineta a hipocrisia parlamentar citando os "não benefícios" das drogas lícitas ao povo (álcool e tabaco), e questiona: "Com tantas drogas porque só o seu cachimbo é proibido?"